# Aloysius Pang
Aloysius Pang, all'anagrafe Aloysius Pang Wei Chong (Singapore, 24 agosto 1990 – Hamilton, 23 gennaio 2019), è stato un attore singaporiano che fu nominato uno degli 8 duchi di Caldecott Hill.

## Biografia
La sua carriera da professionista fu inizialmente gestita dalla NoonTalk Media e dal 1999 al 2017 fu un prominente artista a tempo pieno per la Mediacorp, anche se in seguito continuò a recitare saltuariamente. Il 19 gennaio 2019, il Ministero della Difesa di Singapore ha annunciato che Pang, che era riservista dell'esercito, è stato ferito in un incidente durante un addestramento in Nuova Zelanda. Il 23 gennaio, il Ministro della Difesa Ng Eng Hen ha pubblicato un comunicato secondo il quale le condizioni di Pang erano peggiorate, divenendo critiche in seguito a delle operazioni chirurgiche, e che Pang era stato ricoverato nel reparto di terapia intensiva dell'ospedale di Waikato. Successivamente nello stesso giorno, il Ministero della Difesa ha pubblicato un aggiornamento secondo il quale Pang era deceduto alle 20:45 (ora locale di Singapore) nello stesso ospedale.